# Пшиленкув
Пшиленкув (пол. Przyłęków) — село в Польщі, у гміні Свінна Живецького повіту Сілезького воєводства.
Населення — 349 осіб (2011).

## Демографія
Демографічна структура станом на 31 березня 2011 року:
|          | Загалом | Допрацездатний вік | Працездатний вік | Постпрацездатний вік |
| -------- | ------- | ------------------ | ---------------- | -------------------- |
| Чоловіки | 174     | 19                 | 131              | 24                   |
| Жінки    | 175     | 36                 | 95               | 44                   |
| Разом    | 349     | 55                 | 226              | 68                   |